# Покрово
Покрово — деревня в Котласском районе Архангельской области.

## География
Находится в юго-восточной части Архангельской области при автодороге 11К-341 на расстоянии приблизительно 43 км на восток-северо-восток по прямой от города Котлас в пойме устья реки Виледь.

## История
В 1710 году у реки Виледи отмечался погост Покровской с несколькими дворами церковнослужителей и деревня Березник. На карте конца XVIII века к северу от деревни Лопата (дачное поселение к северо-востоку от деревни Хаминово) отмечен погост Покровской и деревня Заозерье. В 1859 году в низовьях Виледи отмечались уже деревня Заозерье с 2 дворами и село Березник с церковью и 8 дворами при отсутствии упоминания о погосте Покровском. До 2022 года деревня Покрово входила в Черёмушское сельское поселение до его упразднения.

## Население
Численность населения: 4 человека (русские 100 %) в 2002 году, 0 в 2010.